# Witkowo (wieś w powiecie sępoleńskim)
Witkowo – wieś w Polsce położona w województwie kujawsko-pomorskim, w powiecie sępoleńskim, w gminie Kamień Krajeński.
W okresie II Rzeczypospolitej stacjonowała tu placówka Straży Granicznej Inspektoratu Granicznego nr 7 „Chojnice” oraz funkcjonowało przejście graniczne z Niemcami.
W latach 1975–1998 miejscowość należała administracyjnie do województwa bydgoskiego. Według Narodowego Spisu Powszechnego (III 2011 r.) liczyła 218 mieszkańców. Jest dziesiątą co do wielkości miejscowością gminy Kamień Krajeński.